# Gmina Biała Piska
Gmina Biała Piska là một gmina thành thị-nông thôn (quận hành chính) ở quận Pisz, Warmian-Masurian Voivodeship, ở miền bắc Ba Lan. Khu vực hành chính của nó là thị trấn Biała Piska, nằm khoảng 18 kilômét (11 mi) về phía đông Pisz và 105 km (65 mi) về phía đông của thủ phủ khu vực Olsztyn.
Gmina có diện tích 420,14 kilômét vuông (162,2 dặm vuông Anh), và tính đến năm 2006, tổng dân số của nó là 12.135 người (trong đó dân số Biała Piska lên tới 4.006, và dân số của vùng nông thôn của gmina là 8.129).

## Làng
Ngoài thị trấn Biała Piska, Gmina Biała Piska chứa các làng và các khu định cư như Bełcząc, Bemowo Piskie, Cibory, Cwaliny, Dąbrówka Drygalska, Danowo, Długi Kat, Dmusy, Drygały, Giętkie, Grodzisko, Gruzy, Guzki, Iłki, Jakuby, Kaliszki, Klarewo, Kolonia Kawalek, Kolonia Konopki, Komorowo, Konopki, Kowalewo, Kózki, Kożuchowski Mlýn, Kożuchy, Kożuchy Nam, Kruszewo, Kumielsk, Lipińskie, Lisy, Łodygowo, Mikuty, Monety, Myśliki, Myszki, Nitki, Nowe Drygały, Oblewo, Orłowo, Pawłocin, Pogorzel Mala, Pogorzel Wielka, Radysy, Rakowo Nam, Rogale Wielkie, Rolki, Ruda, Skarżyn, Sokoły, Sokoły Jeziorne, Sulimy, Świdry, Świdry Kościelne, Szkody, Szkody-Kolonia, Szymki, Włosty, Wojny, Zabielne, Zalesie, Zaskwierki và Zatorze-Kolonia.

## Gmina lân cận
Gmina Biała Piska giáp với các gmina như Ełk, Grabowo, Kolno, Orzysz, Pisz, Prostki và Szczuczyn.